# Гібон
Гібон (Hylobates) — один з чотирьох родів гібонових, що мають ареал розповсюдження в Південно-Східній Азії. Раніше був єдиним родом в родині, але з початку XXI сторіччя в категорію родів були також виділені номаскуси, сіаманги і гулоки. Гібони є найрізноманітнішим і широко поширеним родом гібонових. Представники цього роду мають 44 хромосоми і часто мають кільце білого хутра навколо обличчя.

## Анатомія
Довжина тіла гібонів 45-90 см. Звичайна вага від 5-8 до 13 кг. Статура досить граціозна. Передні кінцівки сильно подовжені. Є невеликі сідничні мозолі. Перший палець кисті досить довгий. У зап'ясті є центральна кістка. Зовнішній ніс добре розвинений. Волосяний покрив густий, забарвлення сильно варіює від чорного або бурого до темно-жовтого, майже кремового або білуватого. У Hylobates lar кисті і стопи білі, обличчя оточене білим волоссям. Щічні зуби гібонів чотирибугорчаті.

## Поширення
Гібони мешкають у густих тропічних лісах — до 2400 м над рівнем моря.

## Ареал
Гібони мешкають на територіях від Південного Китаю (Юньнань) до Західної та Центральної Яви. Ареал розповсюдження — індійський штат Ассам, китайська провінція Юньнань, півострови Індокитай і Малакка, пагорби Тенассерім на кордоні Таїланду і М'янми, острови Суматра, Хайнань, Ментавай, Ява і Калімантан.

## Спосіб життя
Ведуть деревний спосіб життя, на землю спускаються рідко. Харчуються переважно рослинами (листям, плодами), але поїдають також і різних безхребетних і хребетних (комах, павуків, пташенят і яйця птахів). По гілках пересуваються за допомогою брахіації. Тримаються невеликими групами з 2-б осіб, що, як правило, представляють окрему сім'ю. Вагітність — 200—212 діб. У виводку зазвичай одне дитинча. Статева зрілість настає у віці 6-10 років. У неволі тривалість життя до 23 років.

## Систематика
- Рід Гібони:[2]
  - Hylobates lar
    - Hylobates lar lar
    - Hylobates lar carpenteri
    - Hylobates lar entelloides
    - Hylobates lar vestitus
    - Hylobates lar yunnanensis

  - Hylobates agilis
    - Hylobates agilis agilis
    - Hylobates agilis unko

  - Hylobates muelleri
    - Hylobates muelleri muelleri
    - Hylobates muelleri abbotti
    - Hylobates muelleri funereus

  - Hylobates moloch
    - Hylobates moloch moloch
    - Hylobates moloch pongoalsoni

  - Hylobates pileatus
  - Hylobates klossii
  - Hylobates albibarbis

### Гібриди
Гібриди Hylobates muelleri та Hylobates agilis зустрічались на острові Калімантан.

## Кладограма
Кладограма підродини гібонових:
```
Гибонові (Hylobatinae)
|--Сіаманг (Symphalangus)
|--N.N.
     |--Номаскус (Nomascus)
     |--N.N.
        |--Хулок (Hoolock)
        |  |--Західний хулок (
Hoolock hoolock
)
        |  |--Східний хулок (
Hoolock leuconedys
)
        |
        |--Гібони (Hylobates)
            |--Кампучийський гібон (
Hylobates pileatus
)
            |--N.N.
                |--N.N.
                |   |--Карликовий гібон (
Hylobates klossii
)
                |   |--Серебристий гібон (
Hylobates moloch
)
                |
                |--Гібон Мюллера (
Hylobates muelleri
)
                |--N.N.
                    |--Чорнорукий гібон (
Hylobates agilis
)
                    |--Білорукий гібон (
Hylobates lar
)
```